# Hemicordulia australiae
Hemicordulia australiae är en trollsländeart som först beskrevs av Jules Pièrre Rambur 1842.  Hemicordulia australiae ingår i släktet Hemicordulia och familjen skimmertrollsländor. IUCN kategoriserar arten globalt som livskraftig. Inga underarter finns listade i Catalogue of Life.

## Bildgalleri

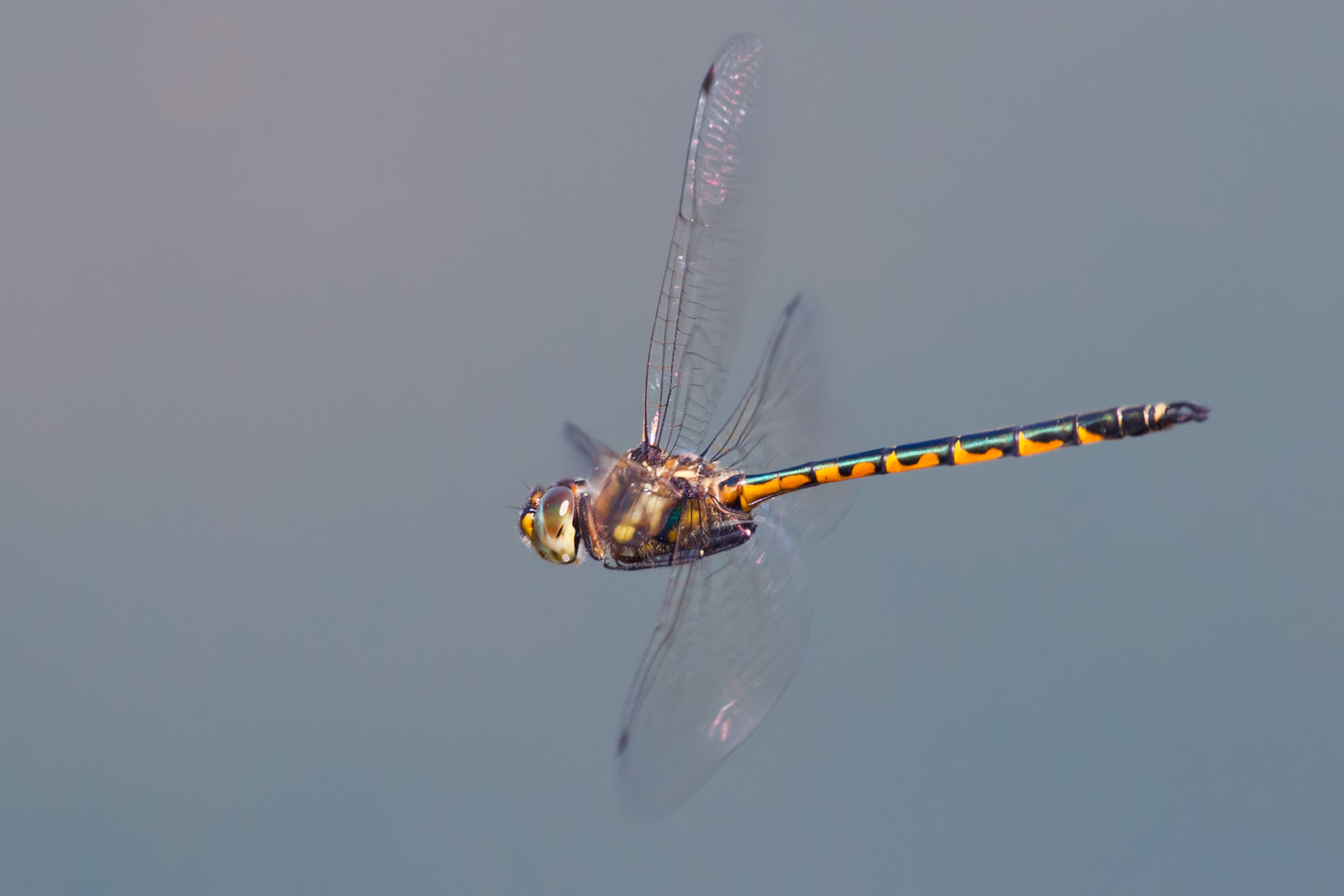
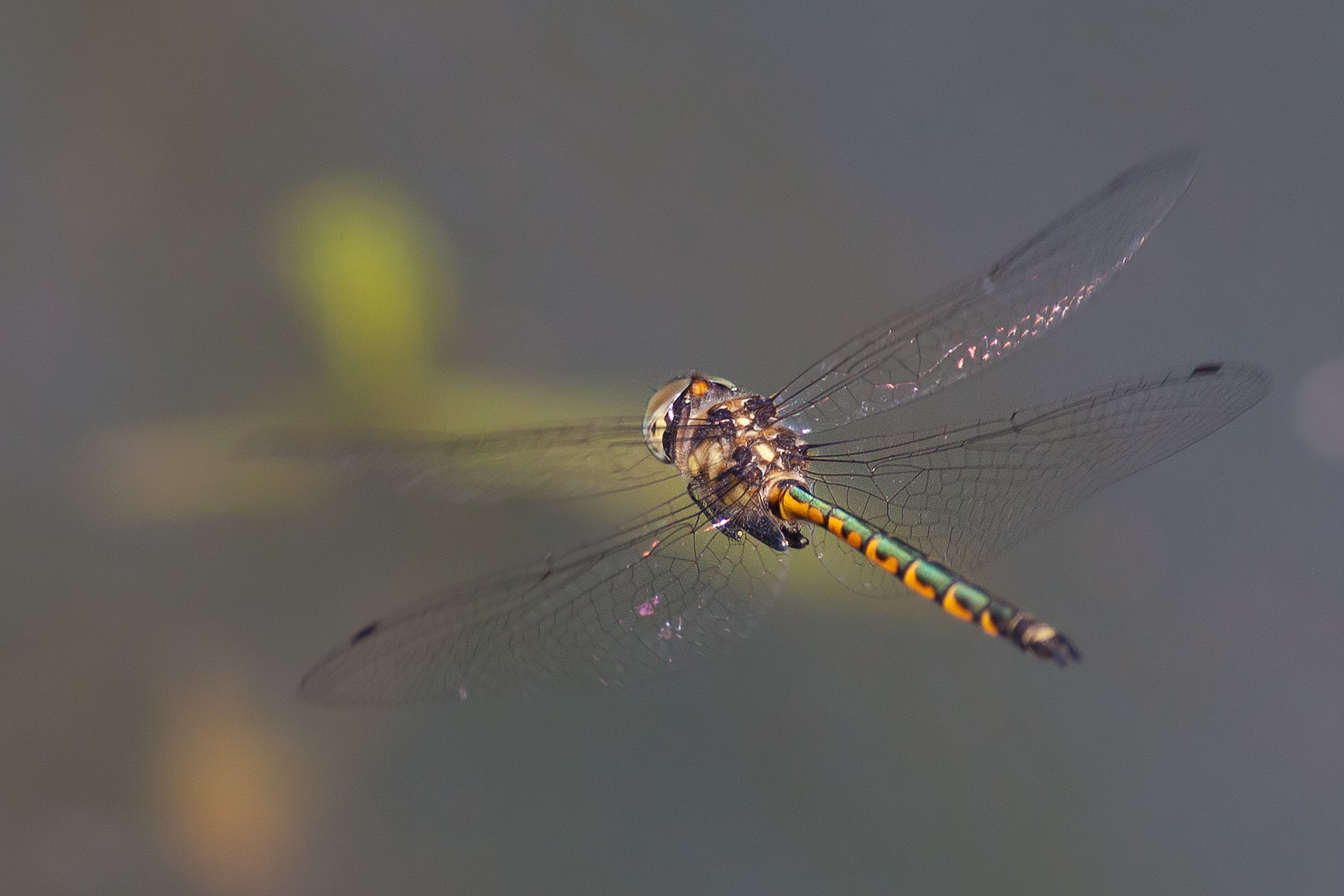
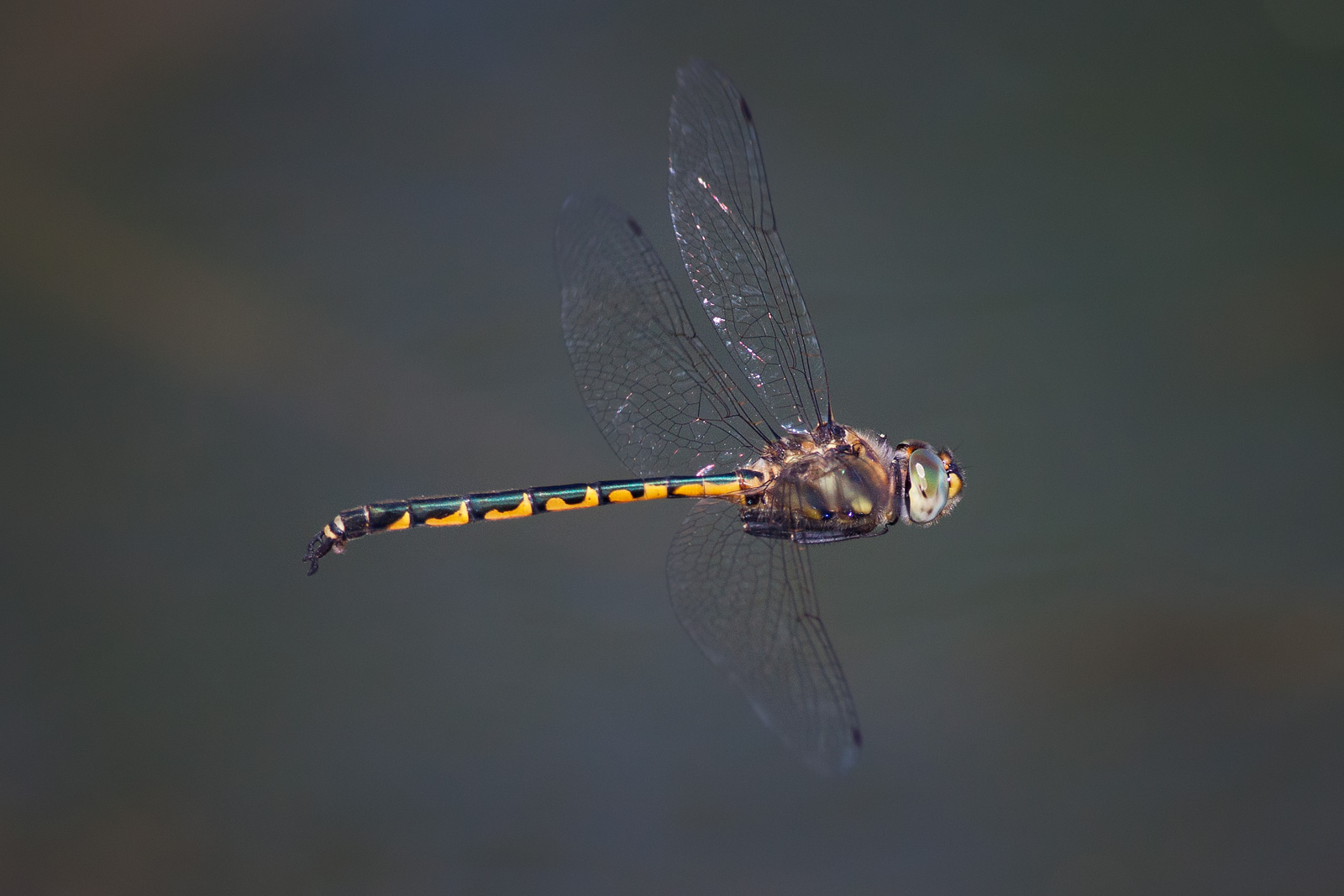
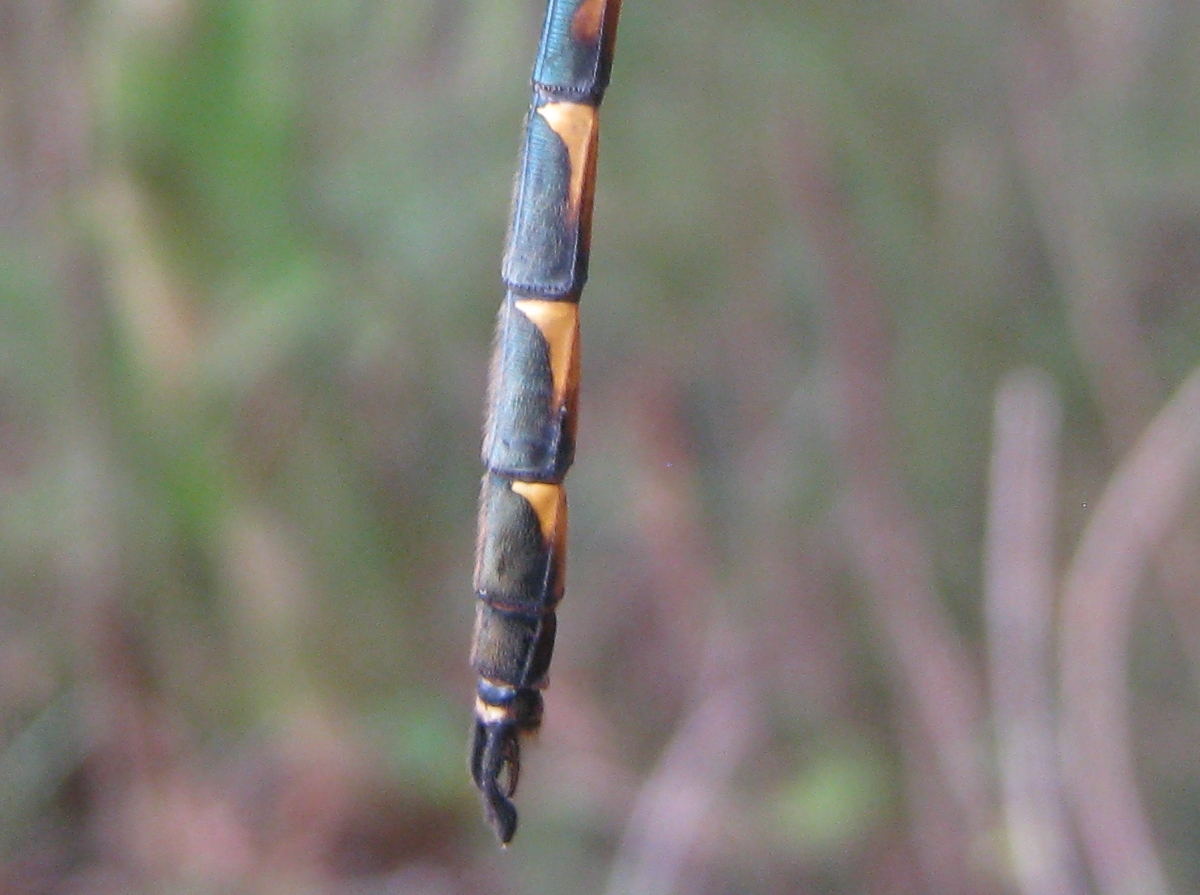